# Ali Laridschani

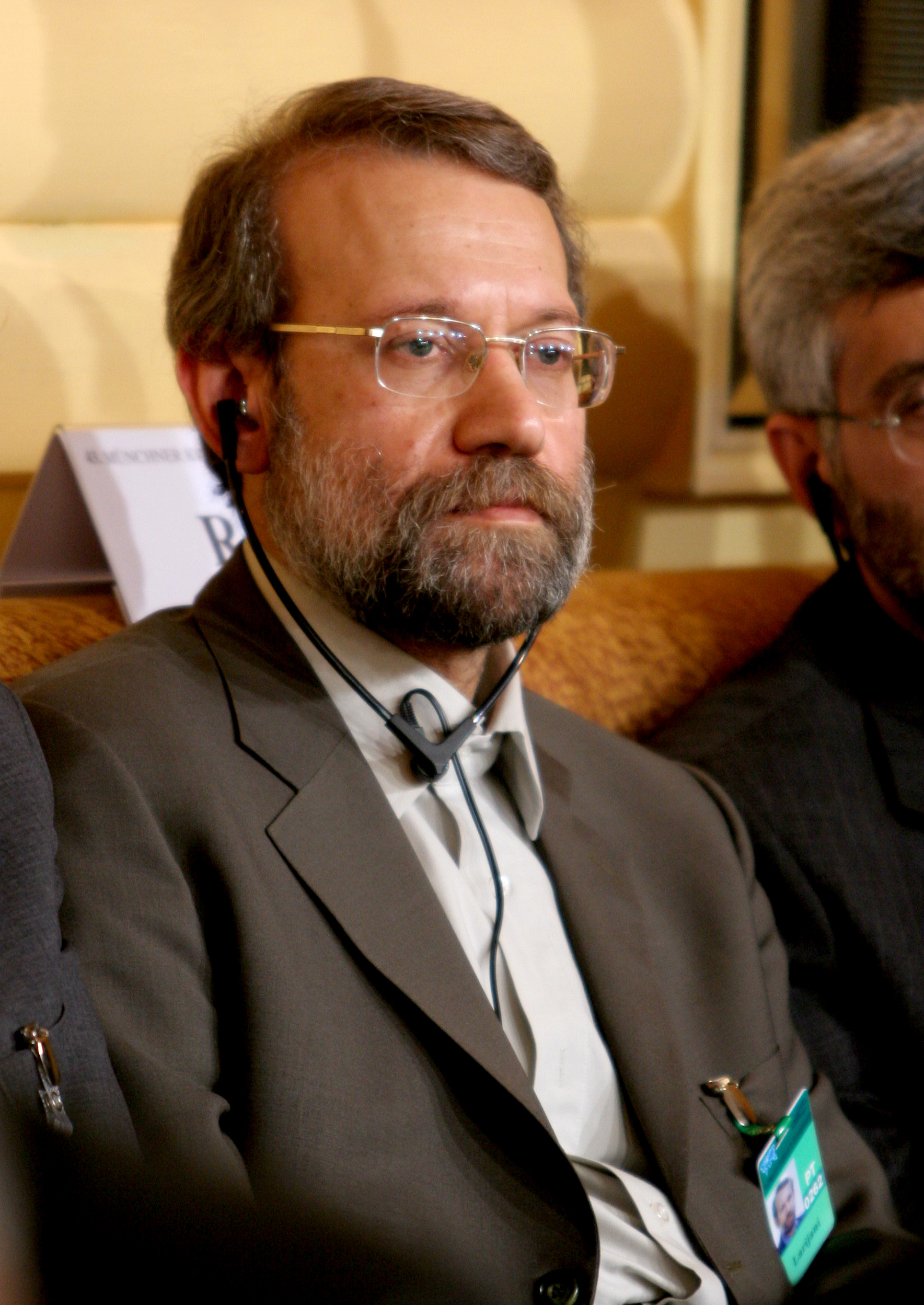
Ali Laridschani auf der Münchner Sicherheitskonferenz 2007

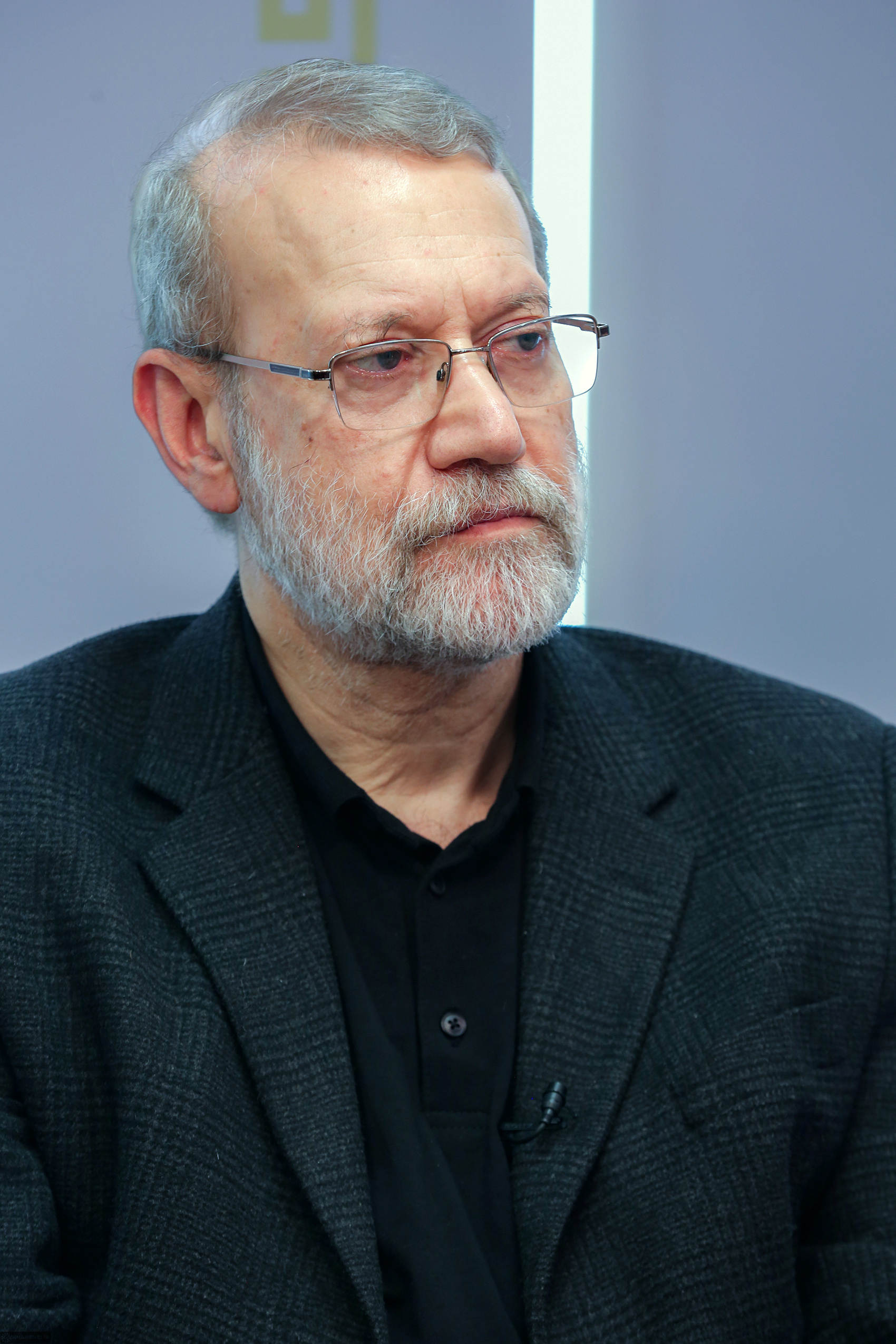
Ali Laridschani 2024

Ali Ardeschir Laridschani (auch Ali Laridjani bzw. Larijani; persisch على اردشیر لاریجانی [æˈliːe lɔːriːʤɔːˈniː]; * 3. Juni 1958 in Nadschaf, Königreich Irak) ist ein iranischer Politiker. Laridschani gilt als Gefolgsmann Ali Chameneis, war 2005 bis 2007 Sekretär des auch für Atomfragen zuständigen Nationalen Sicherheitsrats und seit dem 26. Mai 2008, durch die Machtverschiebung bei den iranischen Parlamentswahlen 2008, Sprecher des Parlaments bzw. Parlamentspräsident. Er blieb dies bis 2020. Er galt als potentieller Kandidat für die Präsidentschaft Irans. Für die Präsidentschaftswahlen in Iran 2021 und 2024 hatte er seine Kandidatur angekündigt, wurde aber nicht zugelassen. Im August 2025 wurde er erneut zum Sekretär des Sicherheitsrats ernannt.

## Leben
Laridschani, Sohn des Ajatollah Haschem-Amoli, entstammt einer politisch einflussreichen Familie. Sein Bruder Sadegh Laridschani ist seit 2009 Vorsitzender der Iranischen Justiz, Mohammad-Dschavad ist Direktor des Instituts für theoretische Physik und Mathematik in Teheran, Bagher Laridschani ist Direktor der Tehran University of Medical Sciences, Fazel Laridschani ist iranischer Kulturattaché in Ottawa. Ali Laridschani ist mit Farideh, der Tochter des Ajatollah Morteza Motahhari, verheiratet, und ein Cousin des ehemaligen Präsidentschaftskandidaten Ahmad Tavakkoli.
Laridschani studierte Mathematik, ist Informatiker und Philosoph und diente unter der Präsidentschaft von Ali Akbar Hāschemi Rafsandschāni als Kulturminister. Von 1994 bis 2004 leitete er die staatliche Rundfunkanstalt IRIB und war auch Mitglied der iranischen Revolutionsgarde. Laridschani galt als Gegner der Reformpolitik des ehemaligen Präsidenten Mohammad Chatami. In seiner Zeit als Fernsehchef habe er nur konservative Stimmen zu Wort kommen lassen, kritisierten iranische Reformpolitiker. Bei der Präsidentenwahl im Juni 2005 hatte er als Kandidat der Konservativen knapp sechs Prozent der Stimmen bekommen.
Laridschani wurde unter der Regierung Mahmud Ahmadineschad zum Chefunterhändler bei den Atomverhandlungen mit der EU ernannt. Er löste am 18. August 2005 den als gemäßigt geltenden Hassan Rohani ab. Unter seiner Verhandlungsführung konnte kein Durchbruch im Streit um das iranische Atomprogramm erzielt werden, da er sich zwar in der Wortwahl jedoch nicht in der Sache von der Linie des Präsidenten unterschied. Am 20. Oktober 2007 wurde sein angeblich schon länger beabsichtigter Rücktritt als Chefunterhändler in den Atomgesprächen mit der EU-3 von Regierungssprecher Gholam-Hossein Elham bekannt gegeben, sein Nachfolger wurde Said Dschalili. Diplomaten deuten dies als einen Sieg der Hardliner um Präsident Ahmadineschad.
Nach seinen Angaben vom 7. Dezember 2007, anlässlich der Veröffentlichung des Geheimdienstberichts der US-Regierung, war der Iran „niemals“ bestrebt, in den Besitz von Atomwaffen zu gelangen. „Die in dem jüngst veröffentlichten US-Geheimdienstbericht enthaltene Formulierung, Teheran habe sein Atomwaffenprogramm 2003 eingestellt, sei schlichtweg eine ‚Lüge‘.“
Durch die Wahl zum Parlamentspräsidenten im Mai 2008 galt Laridschani als neuer starker Mann Teherans, dem als ausgewiesenem Gegner Mahmud Ahmadineschads Chancen bei der nächsten Präsidentenwahl eingeräumt wurden.
Am 6. Februar 2009 sorgte er auf der Münchner Sicherheitskonferenz für Irritationen. Zur Frage des Holocaust sagte er: Er sei „doch etwas überrascht, wie sensibel Sie reagieren.“ In westlichen Ländern dürfe Mohammed ungestraft beschimpft werden, im Iran seien den Holocaust bestreitende Aussagen nicht strafbar. Es gebe da eben „unterschiedliche Sichtweisen“. Er sei kein Historiker: „Ich bin Politiker, ich möchte jetzt nicht über das Thema sprechen.“  In einem Spiegel Online gegebenen Interview bezeichnete Laridschani den Holocaust als „historisches Ereignis“, das nicht das Problem des Iran wäre. In einem Interview mit Euronews verglich Laridschani die iranischen Atomaktivitäten mit den japanischen und bestand auf einer friedlichen Nutzung der Atomenergie durch den Iran.
Ende Mai 2012 wurde Laridschani zum zweiten Mal zum Parlamentspräsidenten gewählt. Er gewann die Wahl mit 173 von 275 Stimmen gegen den ebenfalls Ahmadineschad-kritischen Gholam Ali Haddad-Adel, auf den 100 Stimmen entfielen.
2021 wurde er nicht als Kandidat zur Präsidentschaftswahl im Iran 2021 zugelassen.